# Варсту (волость)
Ва́рсту (эст. Varstu) — бывшая волость в Эстонии в составе уезда Вырумаа.

## Положение
Площадь волости — 170,7 км², численность населения на  1 января 2006 года составляла всего 1294 человек.
Административный центр волости — посёлок Варсту. Помимо этого, на территории волости находятся ещё 18 деревень.